# The Unarchiver
The Unarchiver ist eine kostenlose proprietäre Software (ehemals freie Software unter LGPL) zur Dekompression komprimierter Daten und Archivdateien einer Reihe von über 30 Dateiformaten.
Es funktioniert auch als ein Frontend zu libxad, wodurch es zahlreiche weitere ältere Formate unterstützt. Es ist in Objective-C geschrieben und benutzt Cocoa für die graphische Benutzeroberfläche.
Sie unterstützt mehr Formate als das konkurrierende Archive Utility (früher bekannt als BOMArchiveHelper), die mitgelieferte Entpack-Software von macOS. Es kann auch mit Dateinamen mit Zeichen aus nicht-englischen Zeichensätzen umgehen. Die aktuelle Version benötigt für den Betrieb Mac OS X in Version 10.7 oder höher oder Linux mit den GNUstep-Bibliotheken.
Als erste freie Software unterstützt The Unarchiver auch RAR-Archive nach Version 3 des RAR-Formates.
The Unarchiver wurde als freie Software im Quelltext unter den Bedingungen von Version 2.1 oder höher der GNU Lesser General Public License (LGPL) verbreitet. Version 4.1.0 steht unter unbekannter Lizenz und wird als Freeware vertrieben. Ab Version 2.7 kann er auch über Apples App Store bezogen werden.